# Joseph B. Foraker
Joseph B. Foraker (Highland megye, 1846. július 5. – Cincinnati, 1917. május 10.) az Amerikai Egyesült Államok Ohio államának 37. kormányzója (1886-90) és szenátora (1897–1909).

## Élete
Foraker Ohio vidéki városában született; 16 évesen vonult be az Unió hadseregébe az amerikai polgárháború idején. Közel három évig harcolt, és kapitányi rangot ért el. A háború után a Cornell Egyetem első végzős osztályának tagja volt, és ügyvéd lett. 1879-ben bíróvá választották, és politikai szónokként vált ismertté. Első kormányzói jelöltségéért 1883-ban vereséget szenvedett, de két évvel később megválasztották. Ohio kormányzójaként szövetséget kötött a Republikánus Párt „főnökével”, Mark Hannával, de 1888-ban összeveszett vele. Foraker 1889-ben alulmaradt az újraválasztáson, de 1896-ban az ohiói közgyűlés megválasztotta amerikai szenátornak, miután 1892-ben sikertelenül pályázott erre a tisztségre.
A szenátusban támogatta a spanyol-amerikai háborút, valamint a Fülöp-szigetek és Puerto Rico annektálását; a Foraker-törvény révén Puerto Rico megkapta az első polgári kormányt amerikai uralom alatt. Theodore Roosevelt elnökkel nézeteltérésbe került a vasúti szabályozás és a politikai pártfogás miatt. Legnagyobb nézeteltérésük a Brownsville-ügy miatt volt, amelyben fekete katonákat vádoltak meg egy texasi város terrorizálásával, és Roosevelt elbocsátotta az egész zászlóaljat. Foraker buzgón ellenezte Roosevelt igazságtalannak tartott intézkedését, és harcolt a katonák visszahelyezéséért. A két férfi nézeteltérése az 1907-es Gridiron Vacsorán dühös összecsapásba torkollott, ami után Roosevelt azon dolgozott, hogy legyőzze Foraker újraválasztási pályázatát. Foraker 1917-ben meghalt; 1972-ben a hadsereg visszavonta az elbocsátásokat és tisztázta a katonákat. 1899-ben róla nevezték el a Mount Forakert, az Alaszkai-hegység második legmagasabb csúcsát, és az Amerikai Egyesült Államok harmadik legmagasabb csúcsát.